# Mary Richardson
María Raleigh Richardson (Belleville, Ontario, Canadá,1882- noviembre de 1961) fue una sufragista canadiense, activista a favor los derechos de las mujeres en el Reino Unido, candidata parlamentaria socialista y más tarde jefa de la sección femenina de la Unión Británica de Fascistas (BUF).

## Biografía
Richardson creció en Canadá y en 1898 viajó a Italia y París. Finalmente se instaló en Londres, concretamente en Bloomsbury, donde fue testigo del  Viernes Negro. Fue una destacada escritora que publicó una novela, Matilda and Marcus (1915), y tres volúmenes de poesía, Symbol Songs (1916), Wilderness Love Songs (1917) y Cornish Headlands (1920).
En el marco de su activismo sugragista, en 1914 atacó la Venus del Espejo de Velázquez en la National Gallery de Londres. 

## Activismo
A principios del siglo XX, el movimiento sufragista británico, desengañado por la pasividad de las autoridades ante la desigualdad del derecho al  voto de las mujeres, comenzó a adoptar tácticas cada vez más violentas. En particular, la Unión Social y Política de Mujeres (WSPU por sus siglas en inglés), dirigida por Emmeline Pankhurst, apoyó con frecuencia el uso de la destrucción de propiedades para llamar la atención sobre el sufragio femenino. Richardson, partidaria de Pankhurst y miembro de la WSPU, se unió a Helen Craggs en la tienda Women's Press y le habló del comportamiento abusivo de los hombres y de los clientes que rompían los materiales.
Richardson estuvo en las carreras de Epsom el día del Derby, del 4 de junio de 1913, cuando Emily Davisonen un acto sufragista, saltó frente al caballo del rey Jorge V para llamar la atención y perdió la vida cuatro días después. Según los informes, Mary Richardson fue perseguida y golpeada por una multitud enfurecida, hasta encontrar refugio en la estación de Epsom Downs.
Cometió varios incendios provocados, rompió ventanas del Ministerio del Interior y puso una bomba  en una estación de tren. Fue arrestada en  nueve ocasiones y condenada a penas de prisión de más de tres años. Fue una de las dos primeras mujeres alimentadas a la fuerza y puestas en libertad para que se recuperaran  y volvieran a ser arrestadas bajo la Ley Cat and Mouse de 1913, la Ley de Prisioneros (excarcelación temporal por enfermedad) de 1913, cumpliendo sus condenas en HM Prisión Holloway.
Richardson fue una de las destinatarias de la Medalla de huelga de hambre otorgada por  WSPU.
Richardson se recuperaría en la cabaña de Lillian Dove-Willcox en el valle de Wye. A partir de entonces se  dedicó a Dove-Willcox y a escribir poesía sobre su amor por ella.

### Atentado contraLa Venus del espejo

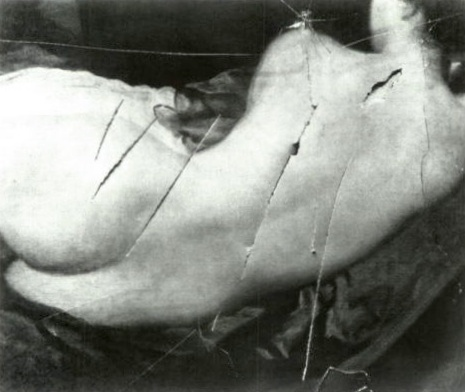
Daño causado a La Venus del Espejo por el ataque de Mary Richardson. Posteriormente, el lienzo fue completamente restaurado.

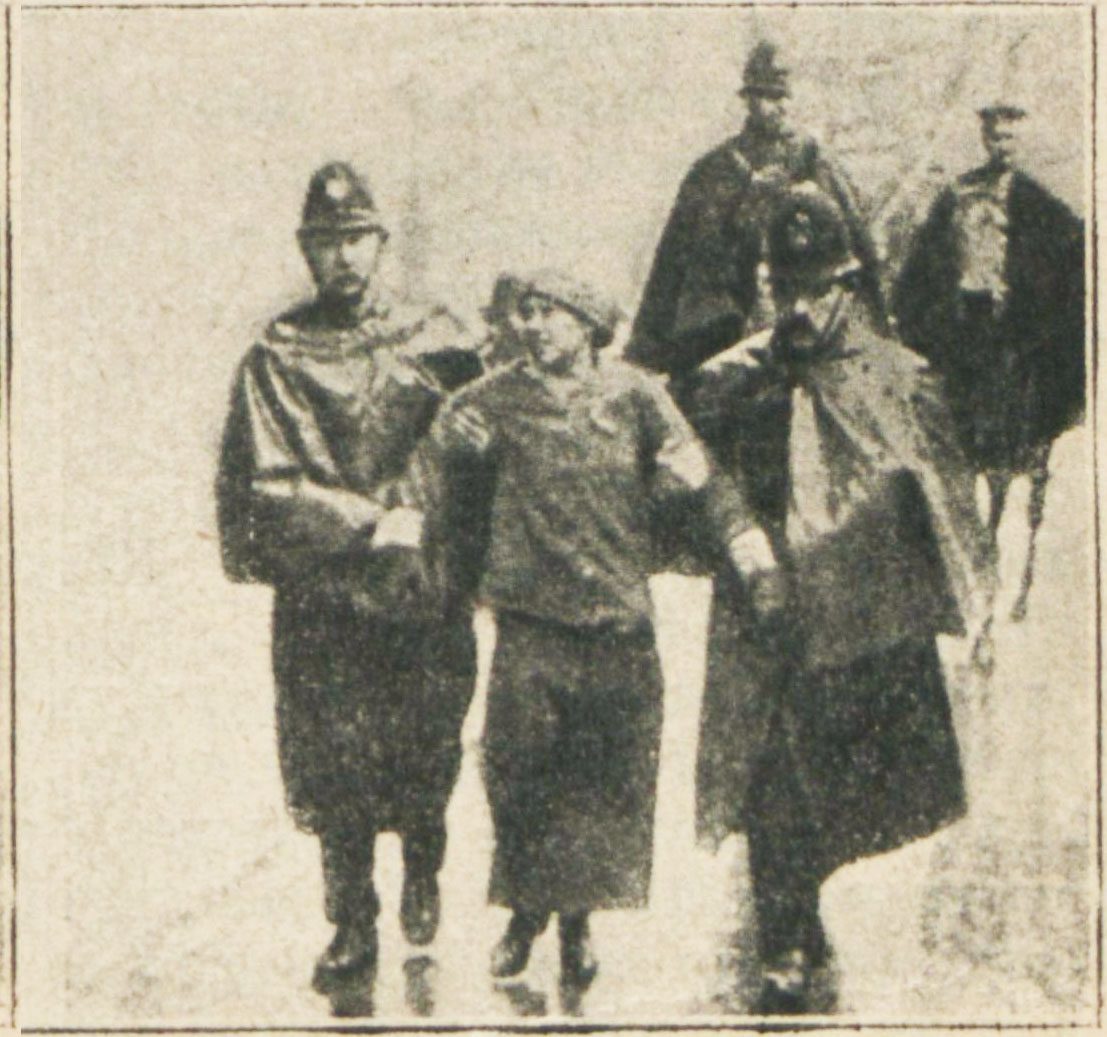
Arresto de Mary Richardson después del ataque

El 10 de marzo de 1914, Richardson  protagonizó un acto de rebeldía al entrar en la  National Gallery de Londres para atentar contra un cuadro de Velázquez, La Venus del espejo, utilizando un helicóptero que introdujo de contrabando en la galería. Tras la agresión escribió una breve declaración explicando sus acciones a la WSPU que fue publicada por la prensa:

"He intentado destruir el cuadro de la mujer más bella de la historia mitológica como protesta contra el Gobierno por atacar a la Sra. Pankhurst, que es el personaje más bello de la historia moderna. La justicia es un elemento de belleza tanto como el color y el contorno en el lienzo. La Sra. Pankhurst intenta conseguir justicia para la mujer, y por ello está siendo lentamente asesinada por un Gobierno de políticos iscariotes. Si hay un clamor contra mi acto, que cada uno recuerde que tal clamor es una hipocresía mientras permitan la destrucción de la Sra. Pankhurst y otras hermosas mujeres vivas, y que hasta que el público deje de tolerar la destrucción humana, las piedras lanzadas contra mí por la destrucción de este cuadro son cada una una prueba contra ellos de humildad e hipocresía artística, así como moral y política."

- "Declaración de la M. Richardson". The Times. London. 11 de marzo de 1914.

## Como fascista
En 1932, tras formarse en la creencia de que el fascismo era "el único camino hacia una 'Gran Bretaña'", Richardson se unió a la Unión Británica de Fascistas (BUF), dirigida por Sir Oswald Mosley. Afirmó que "primero me atrajeron los Camisas Negras porque vi en ellos el coraje, la acción, la lealtad, el don del servicio y la capacidad de servir que había conocido en el movimiento sufragista". Richardson ascendió rápidamente en las filas de la BUF y en 1934 era organizadora de la Sección Femenina del partido. Dos años después dejó el partido desilusionada con la sinceridad de su política respecto a las mujeres.
Otras dos destacadas líderes sufragistas que alcanzaron altos cargos en la BUF fueron Norah Elam y la Comandante Mary Sophia Allen.

## Últimos años
En 1930, adoptó a un niño, llamado Roger Robert, a quien puso el nombre de Richardson. En 1953 publicó su autobiografía, Laugh a Defiance. Murió en su piso de Hastings el 7 de noviembre de 1961.

### Citas
1. 1 2 3 4  Kean, 2009.
2. ↑  Atkinson, 2018.
3. ↑  «Hastings Press». Archivado desde el original el 18 de febrero de 2012.
4. 1 2  Gottlieb, 2003, p. 165.
5. ↑  «English Women's History». Archivado desde el original el 18 de febrero de 2012.
6. ↑  «lillian dove-willcox | Woman and her Sphere». womanandhersphere.com (en inglés). Consultado el 5 de abril de 2018.
7. ↑  Potterton, 1977, p. 15.
8. ↑  «BBC Radio 4 - Woman's Hour - Women's History Timeline: 1910 - 1919». www.bbc.co.uk.
9. ↑  Gamboni, 2013, p. 94.
10. ↑  Gottlieb, 2003, p. 164.
11. ↑  McCouat, 2016.
12. ↑  McPherson y McPherson, 2010.
13. ↑  Boyd, 2013.

- Datos: Q2482677
- Multimedia: Mary Raleigh Richardson / Q2482677